# Louise Séguin
Pour les articles homonymes, voir Seguin.
Louise Séguin ou Marie-Louise Seguin dite Louison (XVIIIe siècle), est une exploratrice française.

## Biographie
Elle fut la première femme européenne exploratrice en région antarctique, déguisée en garçon, lors du voyage de Yves-Joseph de Kerguelen en 1772-1773, dont elle est citée comme courtisane. Embarquée clandestinement, elle a exploré les Îles Kerguelen avec l'équipage du navire Roland, et sa présence a été utilisée pour discréditer Kerguelen,,,.
Kerguelen la débarque à son retour à Brest le 7 septembre 1774. Sa trace est alors perdue. 